# Programul Space Shuttle
Programul Space Shuttle a fost o serie de zboruri spațiale pilotate efectuate între 1981 și 2011 de Statele Unite ale Americii (NASA), folosind navete spațiale precum Columbia, Challenger, Discovery, Atlantis și Endeavour. A rezultat din încercarea de a dezvolta un vehicul spațial reutilizabil. Aceasta ar fi dus la costuri mai reduse în comparație cu rachetele folosite în 1981, la care toate treptele sunt utilizabile doar o singură dată.

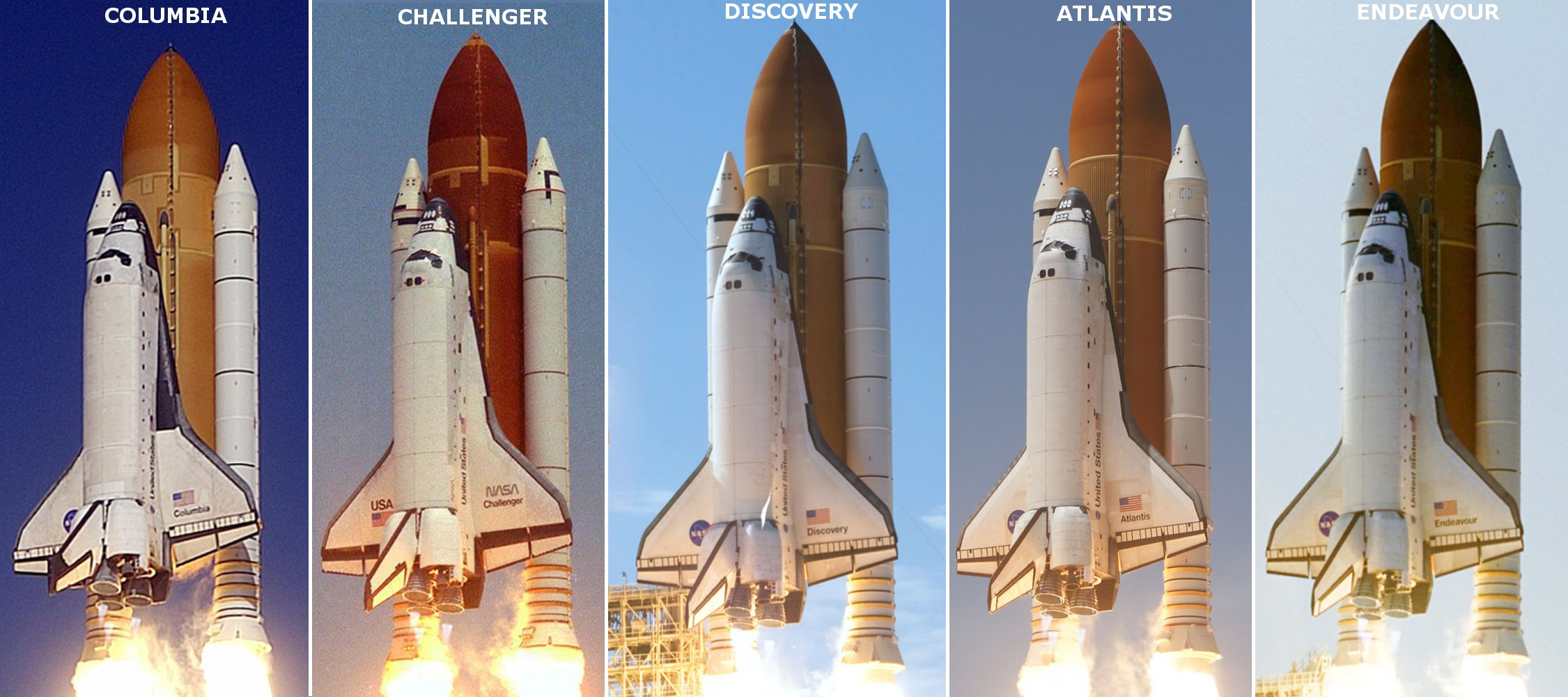
Space Shuttles Columbia, Challenger, Discovery, Atlantis, Endeavour